# Abbazia di Seckau
L'abbazia di Seckau (tedesco: Abtei Unserer Lieben Frau; latino:  Abbatia B.M.V. Secoviensis) è un'abbazia benedettina di Seckau, in Stiria. Fa parte della Congregazione di Beuron; fino al 1782 fu sede episcopale della diocesi di Seckau.

## Storia

### Priorato di Seckau
Il monastero fu fondato da monaci agostiniani, trasferiti a Seckau dalla già esistente comunità di Sankt Marein bei Knittelfeld, nel 1142. Il monastero cadde in rovina e fu abbandonato nel 1782.

### Abbazia di Seckau
Nel 1883 il monastero fu ricostruito dai Benedettini dell'arciabbazia di Beuron che dovettero abbandonare la Germania a seguito della Kulturkampf. Nel 1940 i monaci furono arrestati e gli edifici confiscati dalla Gestapo. Solo nel 1945 tornarono i monaci.
L'abbazia gestisce e mantiene una scuola secondaria ("Gymnasium") ed una parrocchia. È parte della Congregazione di Beuron facente parte a sua volta della più ampia Congregazione benedettina.

## La chiesa abbaziale
La chiesa abbaziale, una basilica romanica, è stata edificata tra il 1143 e il 1164. Per secoli è stata il luogo di sepoltura degli Asburgo dell'Austria Interiore. Dedicata all'Assunta, nel 1930 è stata elevata al rango di basilica minore.

## Galleria d'immagini

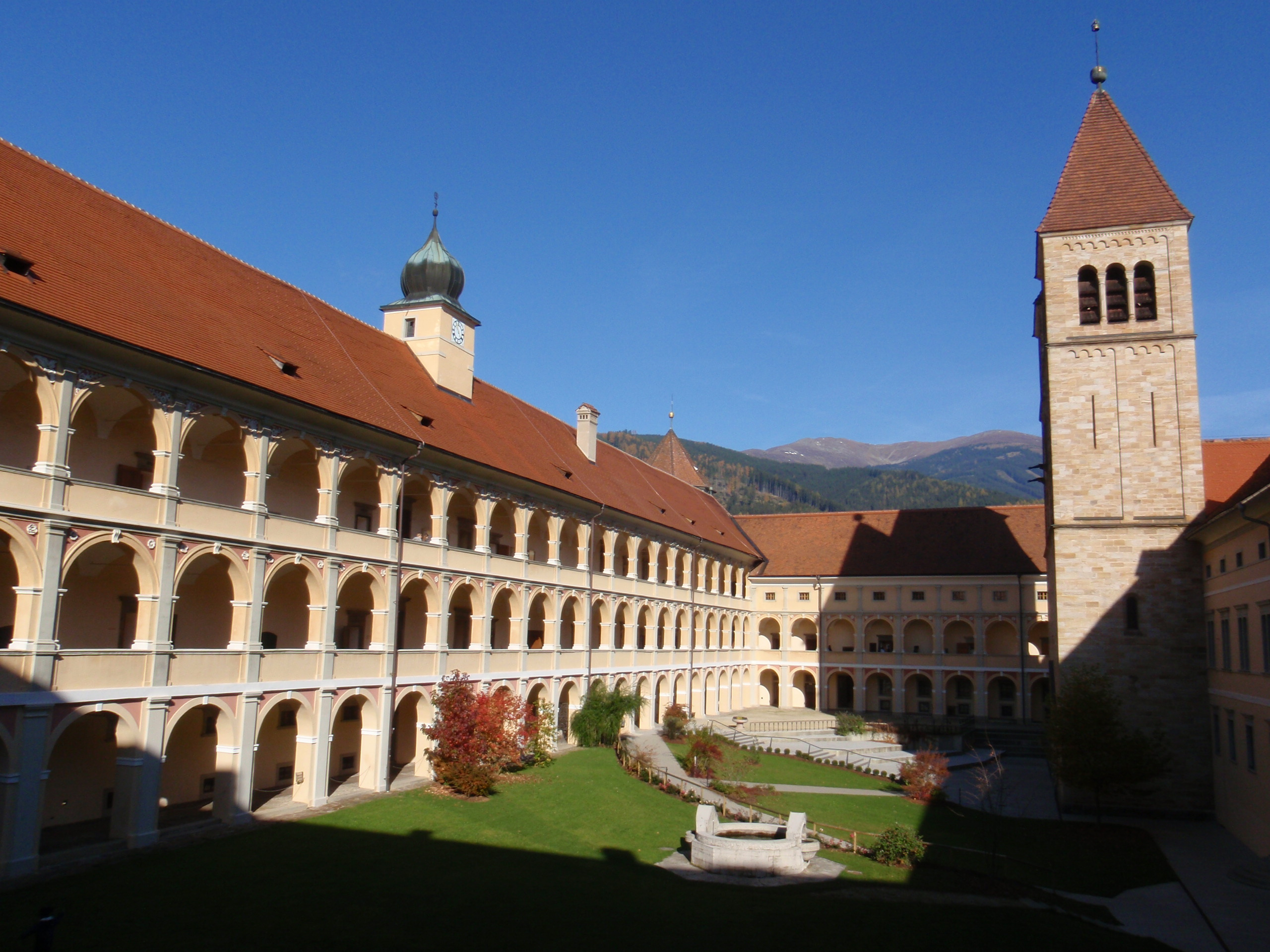
Chiostro dell' abbazia
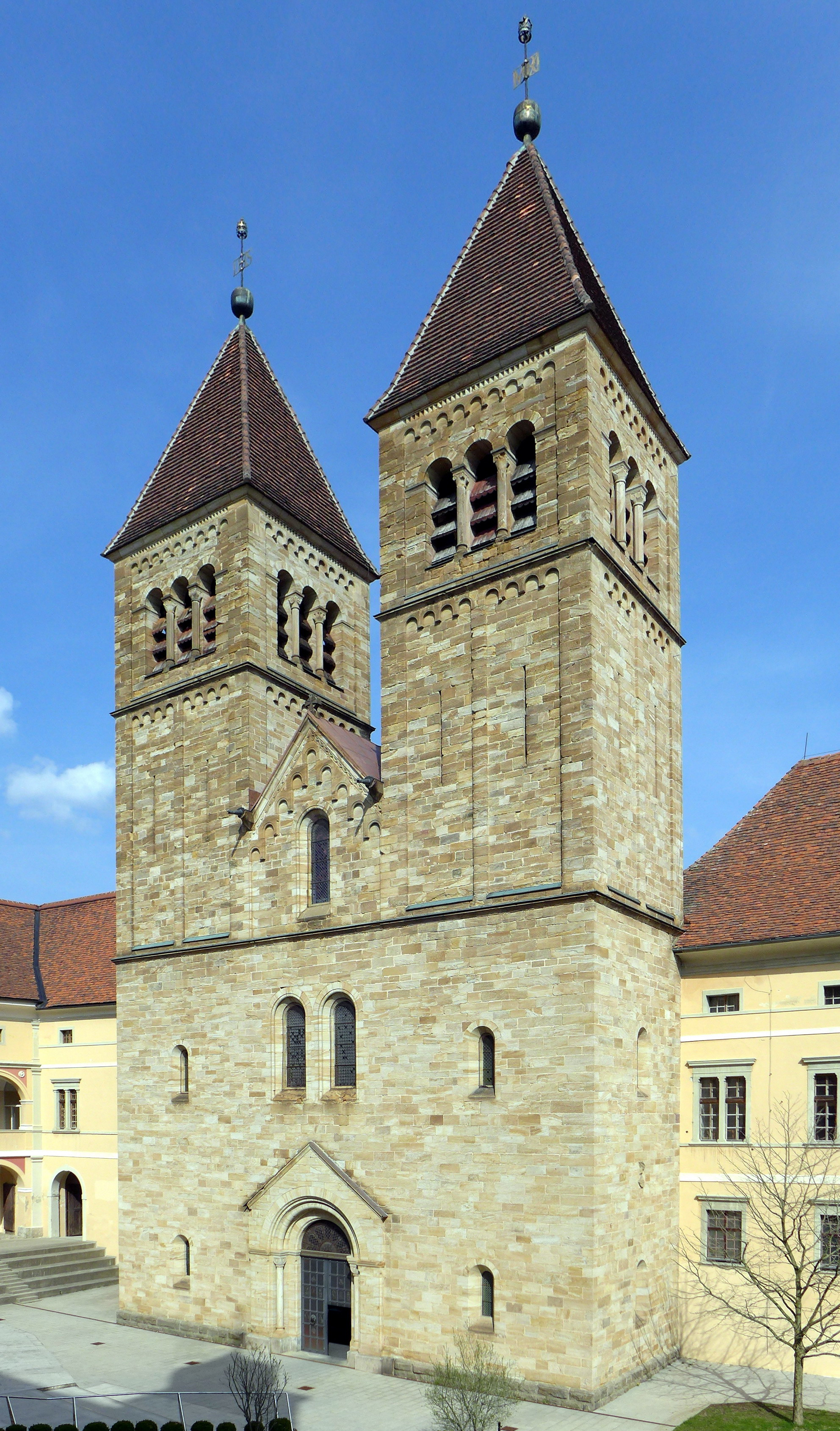
Ingresso della basilica
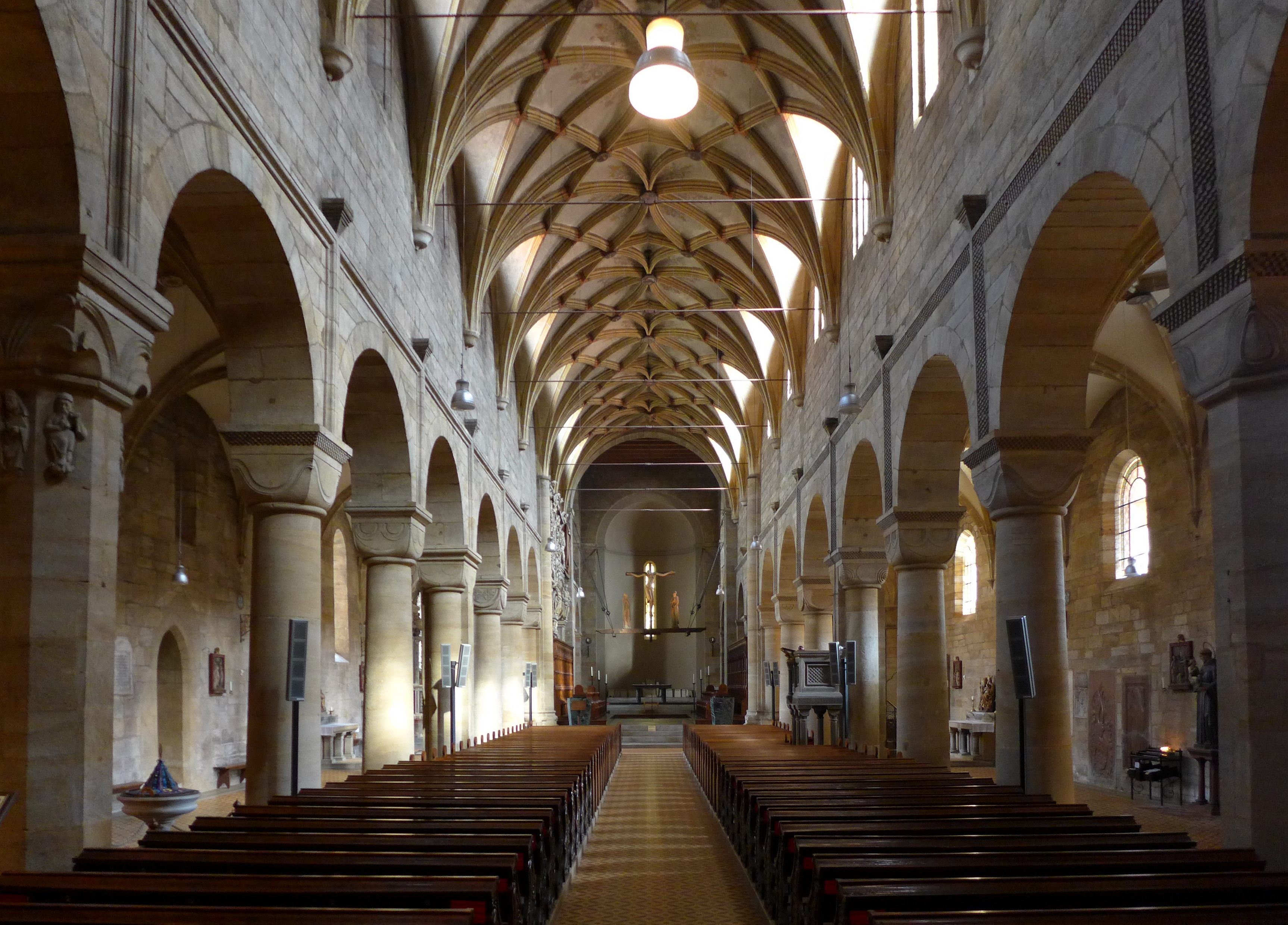
Interno della basilica
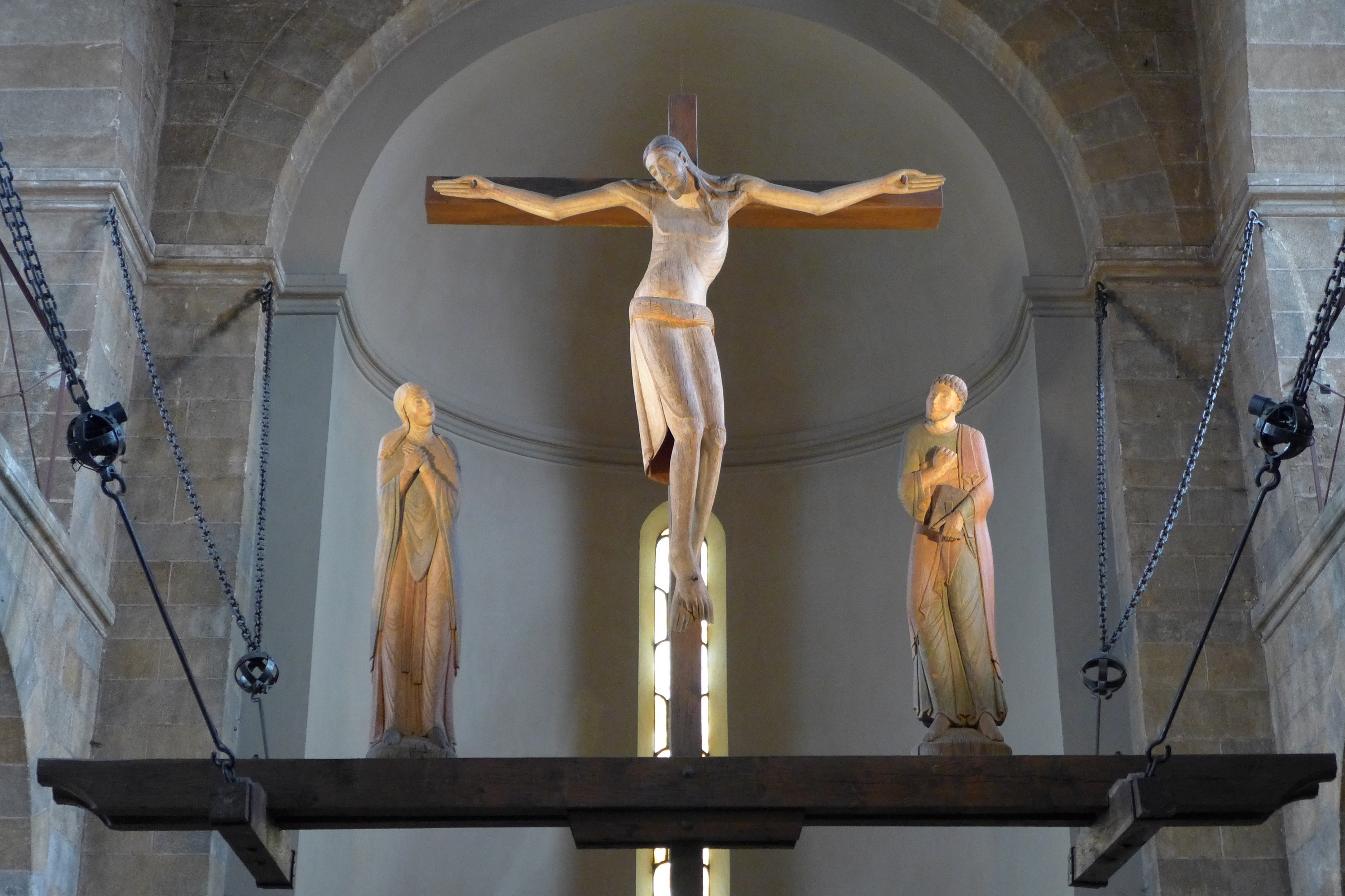
Crocefissione romanica
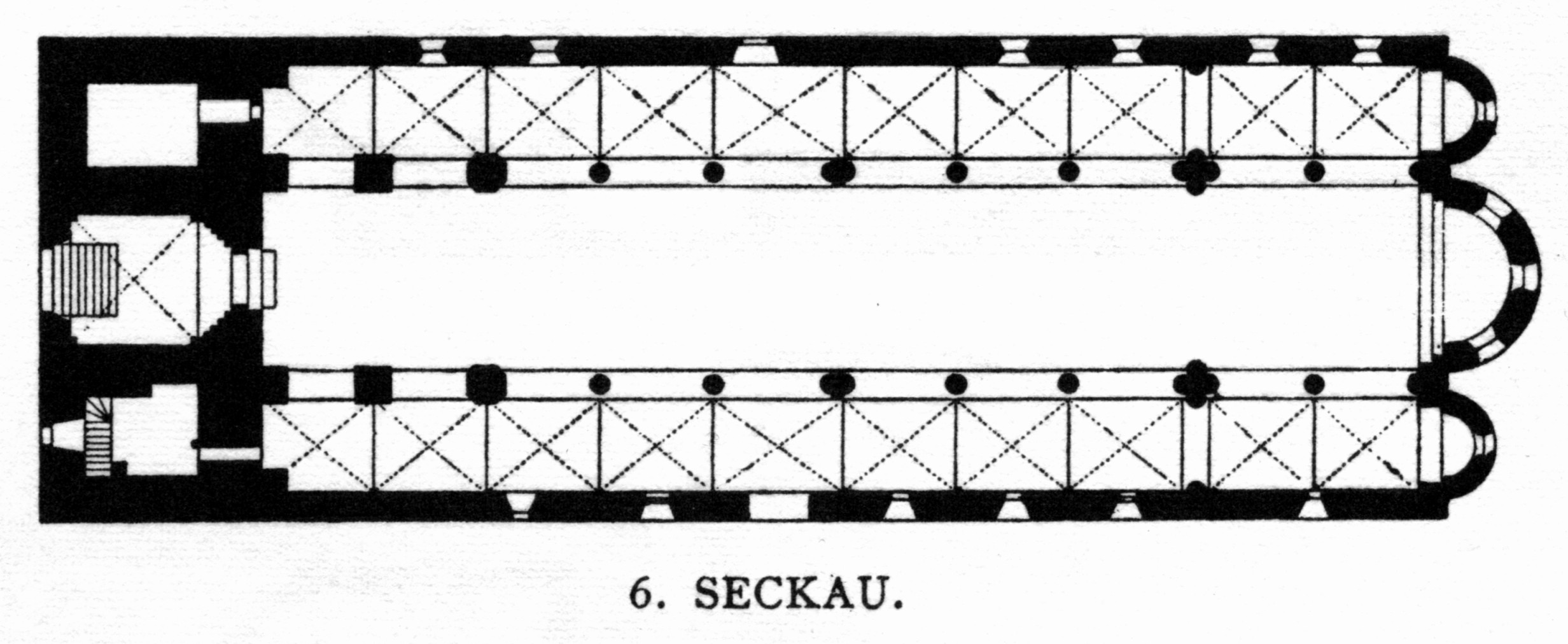
Pianta della basilica

## Numismatica
L'immagine dell'abbazia di Seckau è stata scelta nel 2008 per essere rappresentata sulla moneta austriaca da collezione del valore di un euro.